# Bythiospeum excessum
Bythiospeum excessum е вид коремоного от семейство Hydrobiidae.

## Разпространение и местообитание
Видът е разпространен в Австрия.
Обитава сладководни басейни, скалисти дъна и потоци.